# Kányavár
Kányavár is een plaats (község) en gemeente in het Hongaarse comitaat Zala. Kányavár telt 154 inwoners (2001).